# Islam au Malawi

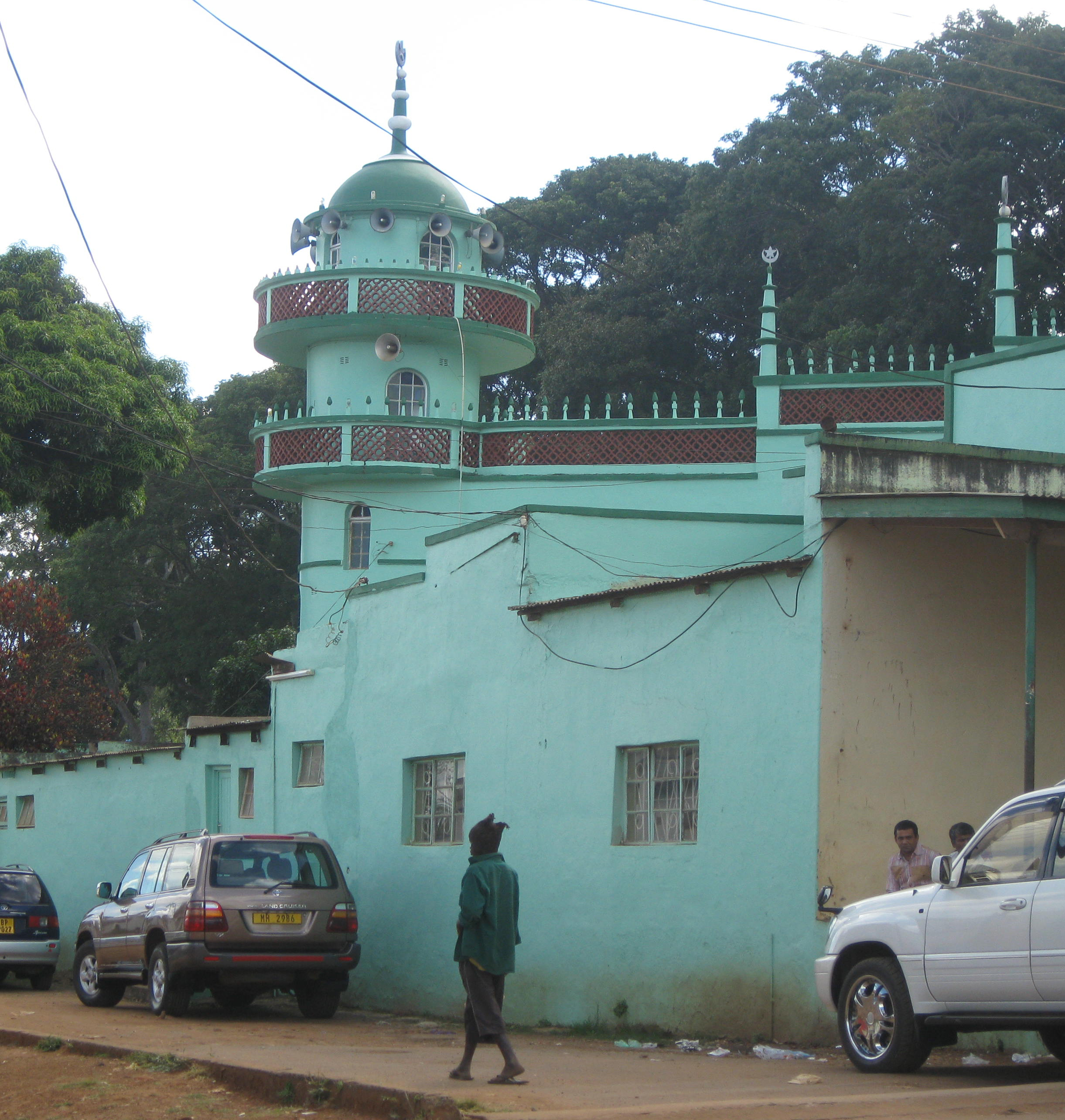
Une mosquée de la ville de Zomba, dans le Sud

L'islam est la seconde religion au Malawi derrière le christianisme, avec environ 18 % de Malawiens musulmans, quasiment tous sunnites. Des missionnaires musulmans sont installés à Blantyre, dans le Sud du pays. Ils sont soutenus par l'Agence musulmane pour l'Afrique. Dans ce cadre, le Coran a été traduit en Chichewa, l'une des langues officielles du pays. La plupart des grandes villes ont des mosquées, et il existe plusieurs écoles islamiques.